# مشقاب (الجوف)
مشقاب هي إحدى قرى الجمهورية اليمنية. تتبع جغرافيا لمحافظة الجوف و إداريًا لمديرية خراب المراشي. يبلغ تعداد سكانها 3324 نسمة حسب الإحصاء الذي أجري عام 2004.